# Кахана, Матан
Матан Кахана (ивр. מַתָּן כַּהֲנָא‎, род. 29 июля 1972, Хайфа) — израильский политик, заместитель министра по делам религий и депутат Кнессета от «Новых правых» и «Ямина». Он был офицером Армии обороны Израиля в звании полковника, служил в Сайерет Маткаль и лётчиком-истребителем в ВВС Израиля. Он был командиром эскадрильи F-16. Уволившись из армии, он вступил в партию «Новые правые», входящую в альянс «Ямина». В 2022 году вступил в альянс «Национальное единство».

## Биография
Кахана родился в Хайфе.
Когда ему было три месяца, он переехал со своей семьёй в Нью-Йорк, США; его отец изучал электротехнику и деловое администрирование. Когда ему было три года, семья вернулась в мошав Бейт-Гамлиэль. Кахана учился в начальной школе в кибуце Хафец-Хаим (1-8 классы), а затем в ешиве Нетив Меир. В молодости он был советником в движении Бней Акива, в отделении мошава Бейт-Гамлиэль.
Он получил степень бакалавра права в Университете Бар-Илан.
Кахана женат на Лизе, докторе клинической психологии, и является отцом четверых детей. Он живёт в религиозном мошаве Бейт-Гамлиэль.

## Военная карьера

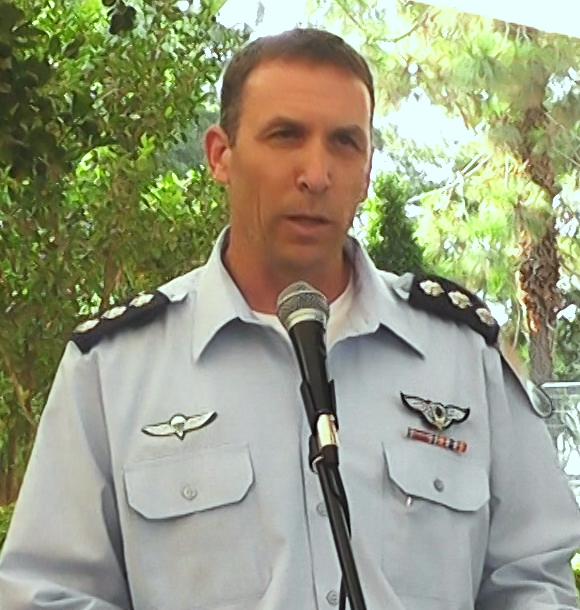
Кахана в 2017 году

Кахана был призван на лётный курс, но подписал отказ для службы в Сайерет Маткаль. Прослужил три с половиной года. В январе 1994 года, когда он закончил обязательную службу, он поступил на курсы лётчиков-истребителей и служил лётчиком-истребителем в 116-й эскадрилье.
В течение своей службы он участвовал в качестве пилота в операциях «Литой свинец», «Облачный столп» и войне 2014 года в Газе. Он также участвовал в качестве пилота F-16 во Второй ливанской войне.
По завершении своей должности командира эскадрильи «Вэлли» он был повышен до звания подполковника и назначен начальником дивизии в штабе ВВС. В августе 2018 года он покинул ЦАХАЛ.

## Политическая карьера
После ухода из ЦАХАЛа в 2018 году Кахана занимал должность директора Инициативы диаспоры в Центре образовательных технологий.
10 января 2019 года он объявил, что присоединяется к партии «Новые правые», которую возглавляют Нафтали Беннет и Аелет Шакед. Он занял четвёртое место в партийном списке на выборах в Кнессет в апреле 2019 года, но не был избран в Кнессет, так как его партия не преодолела избирательный барьер.
В преддверии выборов в сентябре 2019 года он занял седьмое место в объединённом партийном списке «Ямина» (от имени «Новых правых»). Список получил семь мест, и Кахана был избран в Кнессет 22-го созыва.
В мае 2022 года он подал в отставку с поста министра по делам религий и заявил, что вернётся в Кнессет, чтобы работать депутатом от «Ямина», заменив депутата Кнессета Йомтоба Кальфона. Этот шаг должен был «помочь укрепить коалицию». После отставки Кахана был быстро назначен заместителем министра по делам религий, в то время как коалиционное правительство пыталось вернуть его на прежний пост путём голосования в Кнессете. Однако эта попытка была сорвана пошедшей против «Ямина» депутатом Кнессета Идит Сильман, которая голосовала вместе с оппозицией.
В августе 2022 года Кахана решил покинуть «Ямина» и перейти в альянс «Национальное единство». Срок полномочий Каханы на посту заместителя министра по делам религий подошёл к концу 16 августа, когда истекли законные полномочия Беннета, исполнявшего обязанности министра департамента.